# District de Jiangcheng
Pour les articles homonymes, voir Jiangcheng.
Le district de Jiangcheng (江城区 ; pinyin : Jiāngchéng Qū) est une subdivision administrative de la province du Guangdong en Chine. Il est placé sous la juridiction de la ville-préfecture de Yangjiang.